# Hundimiento del Cantabria
El Hundimiento del Cantabria fue una acción naval llevada a cabo durante la Guerra Civil Española, frente a las costas de Gran Bretaña, cuando el crucero auxiliar franquista Nadir hundió al carguero republicano Cantabria el 2 de noviembre de 1938.

## Buques implicados

### Carguero "Cantabria"
El Cantabria (5.649 toneladas) fue botado en 1919 cono el War Chief en los astilleros de J. Coughlan & Sons, Vancouver (Canadá). No obstante, fue comprado por A.F. Pérez para su compañía naviera ese mismo año y renombrado como Alfonso Pérez. Fue usado como barco-prisión durante la Huelga general de Cantabria y la Revolución de Asturias ocurridas en 1934. Tras el comienzo de la Guerra civil española, fue requisado por el Departamento de Navegación del Gobierno republicano en Santander y renombrado como Cantabria. Quedó destinado en el puerto de Santander, donde volvió a ser empleado como Buque-prisión por las autoridades republicanas.
El 25 de febrero de 1937 el Alfonso Pérez partió de Santander, después de cambiar de nombre a Cantabria. Castro Urdiales fue el último puerto que tocó en Cantabria, donde cargó mineral. Hacia 1938 el buque era fletado por una compañía británica llamada Mid-Atlantic Shipping Company, con sede en Londres. El Cantabria no se dedicaba al comercio español en el momento de su hundimiento, y se encontraba en ruta  entre el río Támesis e Immingham con destino a Leningrado al mando del capitán Manuel Argüelles. A bordo se encontraban 45 personas que componían la tripulación y los pasajeros, de los cuales cinco eran niños y tres mujeres. Uno de los niños tenía solo tres años de edad. Entre los pasajeros se encontraban la esposa del capitán, Trinidad, y sus hijos Ramón y Begoña.

### Crucero auxiliar "Nadir"
El Nadir era un crucero auxiliar de 1.132 toneladas perteneciente a la Armada sublevada, armado con un cañón principal de 120 mm, dos secundarios de 105 mm y otros dos cañones antiaéreos de 47 mm. Se trataba del antiguo Ciudad de Valencia, antiguo crucero auxiliar que había estado muy activo durante el bloqueo de Vizcaya de 1937. Los franquistas lo habían renombrado como Nadir para confundir a la Marina republicana de buques incursores en la zona. Sus objetivos eran los cargueros republicanos que operaban desde los puertos del Norte de Europa. Originalmente, el buque había sido botado el 18 de octubre de 1930 por los astilleros Unión Naval de Levante como el Infante Don Gonzalo, propiedad de la Compañía Transmediterránea. Fue requisado por los sublevados el 30 de octubre de 1936.

## Hundimiento
Hacia las 11.30 a. m. del 2 de noviembre, el capitán Argüelles del Cantabria estaba preocupado al notar que su carguero estaba siendo seguido por un barco más pequeño. Tenía buenas razones para preocuparse, ya que Hitler había permitido el uso del puerto alemán de Emdem a la Marina de guerra franquista para que los usaran como base para atacar los buques republicanos en el Mar del Norte y el Canal de la Mancha. Argüelles ordenó cambiar un par de grados su curso para comprobar si el otro barco hacía lo mismo: Para mayor preocupación del capitán, el barco siguió el nuevo rumbo del Cantabria. Los oficiales estudiaron con prismáticos el barco, pero no parecía presentar ninguna amenaza, pareciendo un simple barco de pasajeros de unas 1500 toneladas. Sin embargo, el barco era de hecho el Nadir.

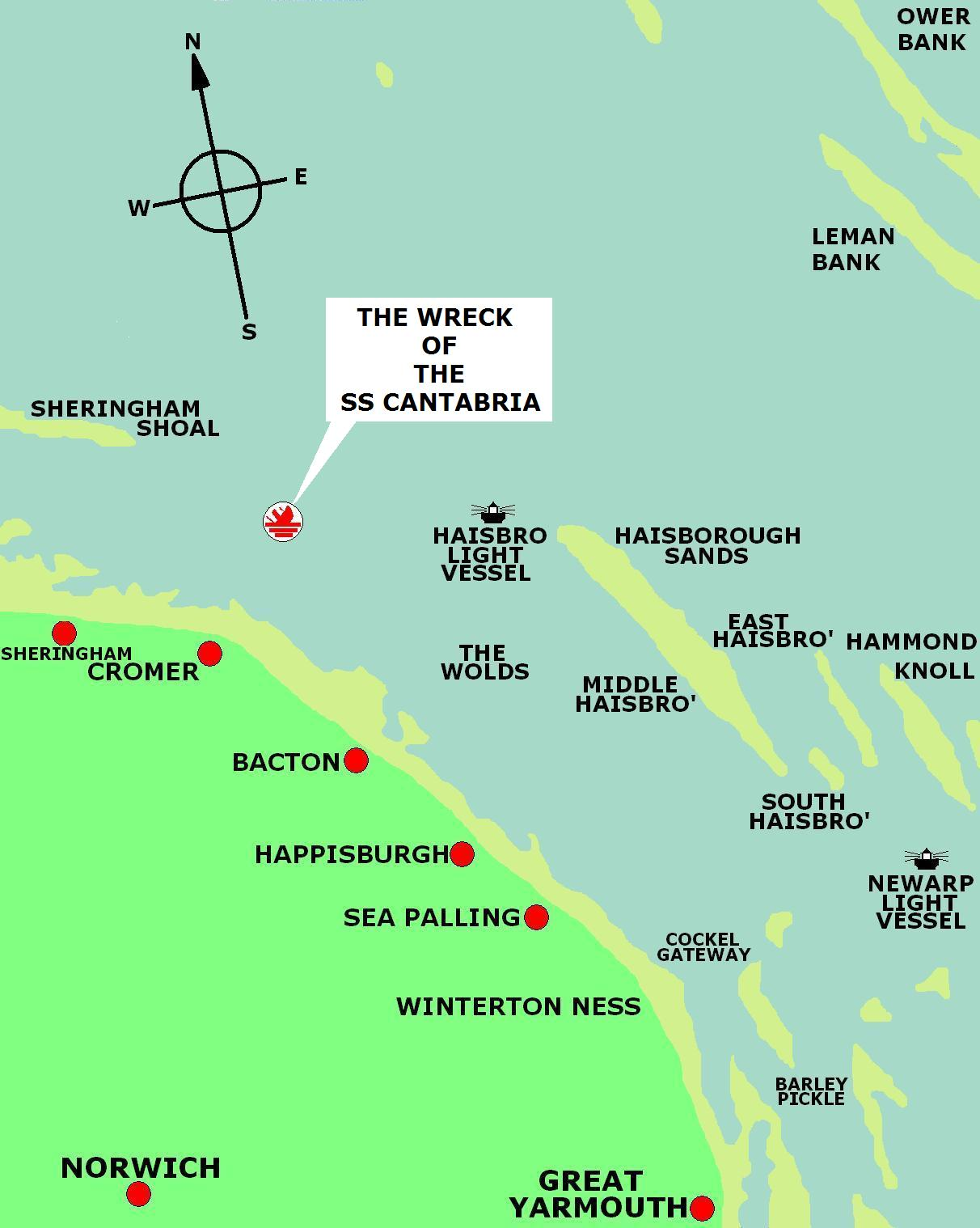
Lugar donde se hundió el Cantabria.

Argüelles volvió a cambiar de rumbo, dirigiéndose hacia la costa de Norfolk y seguido por el Nadir. En ese momento la tripulación del Cantabria observó que la bandera franquista había sido izada en el mástil del Nadir. Al mismo tiempo sus cañones, que habían permanecido ocultos, fueron desvelados y se dio orden al Cantabria de detenerse bajo la amenaza de abrir fuego. Era ya la tarde del 2 de noviembre cuando el Nadir abrió fuego sobre el barco republicano.
El ataque ocurrió en alta mar, fuera de las aguas territoriales británicas, pero lo suficientemente cerca de la costa como para ser observado desde la orilla. Según testimonio del propio Argüelles, el Cantabria rechazó detenerse después del primer disparo de advertencia del Nadir. Entonces varios pesqueros cercanos intervinieron haciendo sonar sus sirenas y dirigiéndose hacia el buque franquista. A pesar de no estar amenazado por los pesqueros, esto provocó que el barco atacante cambiase su rumbo suspendiendo el ataque; Los pesqueros, satisfechos por haber parado la confrontación, prosiguieron su ruta. Sin embargo, el Nadir, tan pronto como tuvo de nuevo a tiro al Cantabria, comenzó a disparar sobre él. Uno de los cañonazos destruyó el puente. El Nadir rodeó al Cantabria disparando sus cañones sin parar y rociando la cubierta con fuego de metralla. Otro cañonazo destruyó la maquinaria del Cantabria, dejándole a la deriva. Todo este tiempo el operador de radio había estado enviando mensajes denunciando que el barco estaba siendo "cañoneado por un barco desconocido". Después de la destrucción del puente y de la maquinaria el operador mandó la señal de S.O.S. La posición que dio del Cantabria fue de 8½ millas al sureste del barco-señal de Haisbro.

### Rescate
A las 5 p. m., cuando ya oscurecía, salió desde Cromer el bote salvavidas H.F. Bailey para rescatar a los náufragos del Cantabria. Antes de la llegada del Bailey el fuego se había desatado en el barco republicano. Parte de su tripulación y del pasaje abandonó el barco en dos botes; el capitán Argüelles, su esposa, sus hijos y dos miembros de la tripulación permanecieron a bordo temiendo por sus vidas si eran capturados por el barco rebelde. Con los dos botes en el agua, el Nadir dejó de disparar.
El ataque había sido observado por dos mercantes, el Monkwood británico y otro noruego, que no se atrevieron a rescatar a los náufragos temiendo la reacción del Nadir, que aún estaba en aguas internacionales. El Monkwood envió un aviso a las autoridades navales británicas, y éstas enviaron algunas unidades para impedir que se desatasen hostilidades dentro de sus aguas territoriales. Otro mercante británico, el Pattersonian llegó en respuesta al S.O.S. del Cantabria. Su capitán vio al Nadir moverse hacia uno de los botes del Cantabria, así que decidió poner el Pattersonian entre el buque franquista y los náufragos. Once de los miembros de la tripulación del mercante republicano fueron rescatados por este barco, pero otros veinte fueron capturados por el Nadir. Más de 20 tripulantes del segundo bote salvavidas fueron capturados por el Nadir; Este acto fue juzgado en la Cámara de los Lores como una interferencia ilegal contra los barcos británicos, dado que el buque incursor obstruyó la labor legal de rescatar a los náufragos. La lancha de salvamento llegó de Cromer hacia las 6.30 p. m., cuando todo ya había oscurecido. El Bailey se acercó hasta el Cantabria y evacuó a los últimos tripulantes del mismo, para a continuación retirarse del buque que se estaba hundiendo. Poco después, el buque republicano se hundió completamente. Solo un tripulante, Juan Gil, se hundió junto con el barco.

### Participación alemana
Dos semanas después del hundimiento del Cantabria, la policía danesa recopiló diversas informaciones que arrojaron luz sobre la reciente confrontación en la que quedó claro que el hecho de que el Nadir interceptara al Cantabria no había sido una coincidencia. Desde hacía algún tiempo, la policía danesa había estado en interesada en varios corresponsales en Copenhague para un periódico alemán. Uno de estos era Horst von Pflug-Hartnung, que trabajaba para el periódico Berliner Börsen Zeitung, que en realidad era un órgano del Ministerio de Guerra del Reich. La policía arrestó a Hartnung junto a otros ocho residentes alemanes en Dinamarca, además de otros tres civiles daneses, y fueron acusados de haber operado como espías en la capital. Durante las investigaciones policiales se demostró que los acusados habían sido entrenados por la Gestapo en escuelas de espionaje y había operado a través de estaciones secretas de radiodifusión, así participando en investigaciones náuticas e hidrográficas. Entre ellos se habían elaborado complejos mapas y cuadros, gráficos y tablas matemáticas de datos. Se comunicaban por sistemas de códigos complejos, que cambiaban con frecuencia. El desembolso para tan extenso aparato como el empleado por ellos solo podía justificarse como parte de la preparación del Tercer Reich para una futura guerra contra los países más importantes.
La red de espionaje casualmente utilizó la localización y hundimiento del carguero republicano Cantabria como una demostración práctica de su complicada red de mecanismos subversivos que la Gestapo estaba preparando: el hundimiento se había realizado en nombre de Franco, apoyado por sus aliados y como una advertencia a Gran Bretaña. Las investigaciones lograron sacar a la luz la responsabilidad de Alemania en este suceso. En efecto, el Nadir y su buque gemelo el Ciudad de Alicante usaron la ciudad alemana de Lunden, en Schleswig-Holstein, como base de reavituallamiento.

## Consecuencias
El Bailey volvió a Cromer hacia las 8.15 p. m. El capitán Argüelles y su familia fueron hospedados en el Red Lion Hotel de la localidad, mientras que otros 11 tripulantes rescatados por el Pattersonian fueron llevados a Great Yarmouth. El incidente causó cierto impacto en el Reino Unido y provocó que en las sesiones del Parlamento se realizaran numerosas intervenciones relacionadas con el asunto.
Entre los rescatados por el Nadir, se encontraban 24 tripulantes, el radiooperador Eduardo Collade, su esposa y sus dos hijos.